# Bruno Motczinski
Bruno Motczinski (* 5. Juli 1918 in Stralsund; † 2. Juni 2008 ebenda) war ein deutscher Politiker und Oberbürgermeister der Stadt Stralsund.
Motczinski war bis März 1939 als Angestellter tätig. Im April 1939 trat er seinen Kriegsdienst an, der für ihn im Dezember 1944 endete. Er absolvierte von März 1953 bis Juni 1960 ein Fachschulstudium im Fernstudium. Am 25. Januar 1958 wurde Motczinski, der der SED angehörte, durch die Stadtverordnetenversammlung der Stadt Stralsund zum Oberbürgermeister gewählt. Im Juli 1962 wurde er durch die Stralsunder SED-Kreisleitung seiner Funktion enthoben.
Motczinski war später als Lehrer tätig.
| Personendaten    | Personendaten             |
| ---------------- | ------------------------- |
| NAME             | Motczinski, Bruno         |
| KURZBESCHREIBUNG | deutscher Politiker (SED) |
| GEBURTSDATUM     | 5. Juli 1918              |
| GEBURTSORT       | Stralsund                 |
| STERBEDATUM      | 2. Juni 2008              |
| STERBEORT        | Stralsund                 |